# Фрагменти Окадзакі

Схематичне зображення процесу реплікації. Цифрами позначені: (1) лидиручий ланцюжок, (2) ланцюжок, що запізнюється, (3) ДНК-полімераза (Polα), (4) ДНК-лігаза, (5) РНК-праймер, (6) ДНК-праймаза, (7) фрагмент Окадзакі, (8) ДНК-полімераза (Polδ), (9) геліказа, (10) одиночна нитка із зв'язаними білками, (11) топоізомераза.

Фрагменти Окадзакі — відносно короткі фрагменти ДНК з коротким (кілька нуклеотидів) праймером РНК на 5'-кінці, що створюються на ланцюжку, що відстає, протягом реплікації ДНК. Назва фрагментів походить від імені їх відкривачей Окадзакі Рейдзі і Окадзакі Цунеко, що відкрили їх в 1968 році, досліджуючи реплікацію ДНК бактеріофагів.